# Alex Owumi
Alex Owumi (Lagos, 4 de mayo de 1984) es un exjugador de baloncesto nigeriano. Aunque la mayor parte de su carrera como baloncestista profesional la desarrolló en el Reino Unido, también actuó en otros países, incluyendo Libia, donde le tocó estar durante el comienzo de la Guerra Civil de 2011; el deportista escribió un libro relatando esa experiencia.

## Trayectoria

### Juventud
Owumi nació en Nigeria de un padre nigeriano y una madre estadounidense. Por herencia familiar, obtuvo el título de príncipe dentro de su tribu. Durante su juventud practicó fútbol y baloncesto. Su familia emigró en 1996 a Inglaterra y, tres años más tarde, los Owumi se instalaron en Estados Unidos. Allí el joven deportista abandonó el fútbol asociación y comenzó a incursionar en el fútbol americano, manteniéndose fiel a su vez a la práctica del baloncesto.
Aunque se había destacado con el equipo de baloncesto de la Jeremiah E. Burke High School y en los torneos de la AAU con el Boston Amateur Athletic Club (donde fue compañero de Will Blalock), Owumi obtuvo en 2003 una beca para estudiar en la Universidad de Georgetown y jugar fútbol americano con los Hoyas. Sin embargo, durante el año en el que estuvo en esa institución, no llegó a jugar ningún partido de temporada regular con el equipo, ni tampoco pudo sumarse a la escuadra de baloncesto. En consecuencia se transfirió al Community College of Rhode Island, lo que le permitió jugar con los Knights en la NJCAA. Al año siguiente se sumó a los Tribunes del Monroe Community College. 
Sus dos temporadas en la NJCAA le sirvieron para ganar visibilidad en el baloncesto universitario estadounidense, por lo que terminó siendo reclutado por los Alcorn State Braves, equipo de la Southwestern Athletic Conference de la División I de la NCAA. En sus dos años allí, jugó 61 encuentros, promediando 11,2 puntos, 5,4 rebotes y 1,3 asistencia por partido. 

### Jugador profesional

#### Entre Estados Unidos y Europa
Owumi asistió a un campo de entrenamiento de los Boston Celtics antes del Draft de la NBA de 2008, pero, aun con esa experiencia, no despertó el interés de ninguna de las franquicias de la liga. 
Su primera actuación como profesional se produjo en la temporada 2009 de la Premier Basketball League, donde jugó para los Manchester Millrats. Luego de ello aterrizó en Francia, incorporándose al Amicale Laïque de Roche la Molière de la Nationale Masculine 2. Al culminar la temporada volvió a los Millrats y luego intentó sumarse a los Georgia Gwizzlies de la ABA, pero finalmente ello se frustró. 
Con el deseo de continuar acumulando experiencia como profesional, aceptó una oferta para jugar con el KK Lirija de la Makedonska Prva Liga. Empero el nigeriano no se adaptó al país, por lo que solicitó la cancelación de su contrato. 

#### Experiencia en Libia
Su siguiente destino fue el Al-Nasr SC, un club situado en Bengasi, Libia, cuyos dirigentes estaban estrechamente vinculados a la familia de Muamar el Gadafi. Allí arribó en los últimos días de diciembre de 2010 y jugó con el equipo hasta el 17 de febrero de 2011, fecha en la que estalló en Libia una guerra civil. Dado que se encontraba residiendo en un departamento que era propiedad de Moatassem Gadafi, tuvo que tolerar que fuerzas rebeldes ingresaran en su vivienda y destrozaran el lugar, aunque a él no le hicieron nada. Como el país estaba sumido en el caos, Owumi tuvo que permanecer las siguientes dos semanas encerrado en su departamento, sobreviviendo sin energía eléctrica ni agua potable. Tampoco tuvo acceso a alimentos, por lo que tuvo que recurrir a la entomofagia.
El senegalés Moustapha Niang, quien también jugaba para el Al-Nasr SC, se contactó con él para avisarle que el antiguo entrenador del equipo les había conseguido un transporte que los llevaría hacia Egipto. Owumi y Niang abordaron el vehículo, pasando por varios puestos de control administrados por los rebeldes donde tuvieron que demostrar que no eran mercenarios al servicio de Gadafi. Al cruzar la frontera, fueron enviados a un campo de refugiados en Sollum, donde iniciaron los trámites para contactarse con las embajadas de sus respectivos países para que los ayudaran a salir de allí.
Finalmente Owumi dejó el campo de refugiados por sus propios medios y se dirigió a la ciudad de Alejandría, donde fue fichado por el Olympic Club.
Retornó a los Estados Unidos durante la primavera de 2011, habiéndole hecho la promesa a los dirigentes del club egipcio de que retornaría para la siguiente temporada. Sin embargo en su hogar comenzó a sufrir de problemas para dormir y ataques de ansiedad, por lo que fue diagnosticado con trastorno por estrés postraumático y decidió dejar el baloncesto para trabajar en un centro comunitario en Atlanta.

#### Carrera en el Reino Unido
Owumi volvió al baloncesto competitivo profesional a mediados de 2012, luego de ser fichado por los Worcester Wolves de la British Basketball League.
En la máxima división del baloncesto británico el nigeriano encontraría el ambiente ideal para desarrollar su talento. Por ello jugó allí hasta 2018, siendo parte -además de los Wolves, con los que se coronó campeón en 2014- de los London Lions y los Surrey Scorchers. Su última temporada como profesional transcurrió en la National Basketball League con el Worthing Thunder.

## Vida personal
Owumi escribió el libro autobiográfico Qaddafi's Point Guard: The Incredible Story of a Professional Basketball Player Trapped in Libya's Civil War junto con el periodista Daniel Paisner, el cual fue publicado en 2013. Allí narra su vida desde su nacimiento en Nigeria hasta su aventura en Libia y posterior escape hacia Egipto y retorno a los Estados Unidos.
También escribió las novelas The Fire Raven (como trilogía) y The Man In Forest Hills, publicadas entre 2016 y 2018.
En marzo de 2020 se convirtió en uno de los propietarios del Worthing Thunder, asumiendo el papel de director deportivo.